# Informix
IBM Informix je brza i skalabilna relacijska (RDBMS) baza podataka.
Informix radi na operativnim sustavima Unix, Linux, macOS i Windows, no zbog svoje jedinstvene arhitekture radi i na uređajima malim poput Raspberry Pi-ja. Koriste ga tvrtke s Fortune 10 liste, ali i pojedinci koji se bave Internetom stvari (IoT). 
Arhitektura Informixa podržava tradicionalne SQL podatkovne tipove, poput znakova i numeričkih vrijednosti, ali i netradicionalne podatkovne tipove. Na primjer, sustav ima ugrađenu podršku za proširene tipove podataka, uključujući JSON i objekte temeljene na hijerarhijskim, vremenski orijentiranim, prostornim (flat-earth) i drugim modelima što ga čini idealnim za aplikacije koje zahtijevaju integraciju različitih tipova podataka. Također ima nisku potrošnju resursa tj. ima minimalne zahtjeve za administraciju i potrošnju memorije. Podržava visoke transakcijske stope što ga čini pogodnim za aplikacije koje zahtijevaju brze transakcije i analitiku u stvarnom vremenu.
Osnovala ga je tijekom 1980-ih godina tvrtka Informix Corporation i bio je među pionirima u industriji baza podataka. IBM-ova akvizicija Informixa dogodila se u travnju 2001. godine, kada je IBM kupio Informixovu jedinici za upravljanje bazama podataka za oko milijardu dolara. Ova akvizicija je IBM-u omogućila da proširi svoju bazu korisnika i poboljša svoj položaj na tržištu upravljanja bazama podataka, posebno u konkurenciji s Oracleom. IBM je 2017. godine sklopio strateško partnerstvo s HCL Technologies, gdje HCL preuzima aktivni razvoj i podršku Informix-a na 15 godina. IBM nastavlja voditi prodaju, marketing i podršku za postojeće kupce.

## Verzije Informix Dynamic Servera (IDS)
Informix je imao brojne verzije tijekom svoje povijesti, s različitim poboljšanjima i novim funkcijama.
- Informix Dynamic Server 7.30.x: Objavljen 1998. godine
- Informix Dynamic Server 9.20.x: Objavljen 1999. godine
- Informix Dynamic Server 9.30.x: Objavljen 2001. godine
- Informix Dynamic Server 9.40.x: Objavljen 2003. godine
- Informix Dynamic Server 10.00.x: Objavljen 2005. godine
- Informix Dynamic Server 11.10.x: Objavljen 2007. godine
- Informix Dynamic Server 11.50.x: Objavljen 2008. godine
- Informix Dynamic Server 12.10.x: Objavljen 2013. godine
- Informix Dynamic Server 14.10.x: Objavljen 2019. godine
- Informix Dynamic Server 15.0.x: Objavljen u listopadu 2024. godine i trenutno najnovija verzija.

## Komponente
Informix ima nekoliko komponenti i proizvoda osim IBM Informix Dynamic Server (IDS), a neki od njih su:
- Informix Client-SDK: klijentsko razvojno okruženje
- Informix-4GL: četvrta generacija jezika za razvoj aplikacija
- Informix Warehouse Accelerator (IWA): tehnologija baze podataka za pružanje ekstremno visokih performansi
- Informix Enterprise Gateway: omogućava programerima i korisnicima Informix aplikacija pristup informacijama na DB2, Oracle, Sybase i drugim ne-Informix bazama podataka
- Informix HQ: web-alat za praćenje, upozorenja i administraciju

## Konferencije
U ranim 1990-ima, Informix korisnici su se sastajali na lokalnim skupovima i konferencijama, što je kasnije dovelo do osnivanja International Informix Users Group (IIUG) 1995. godine IIUG je počeo organizirati vlastite konferencije 2008. godine, a prije toga su bile organizirane od strane IBM-a i Informixa. Konferencije su se održavale u različitim lokacijama kao što su Kansas City, San Diego i Miami. Također tu su i Informix Technology Days konferencije koje nude platformu za korisnike da se upoznaju s novim funkcijama, najboljim praksama i da razgovaraju sa stručnjacima iz razvoja i podrške. 